# Käseersatz

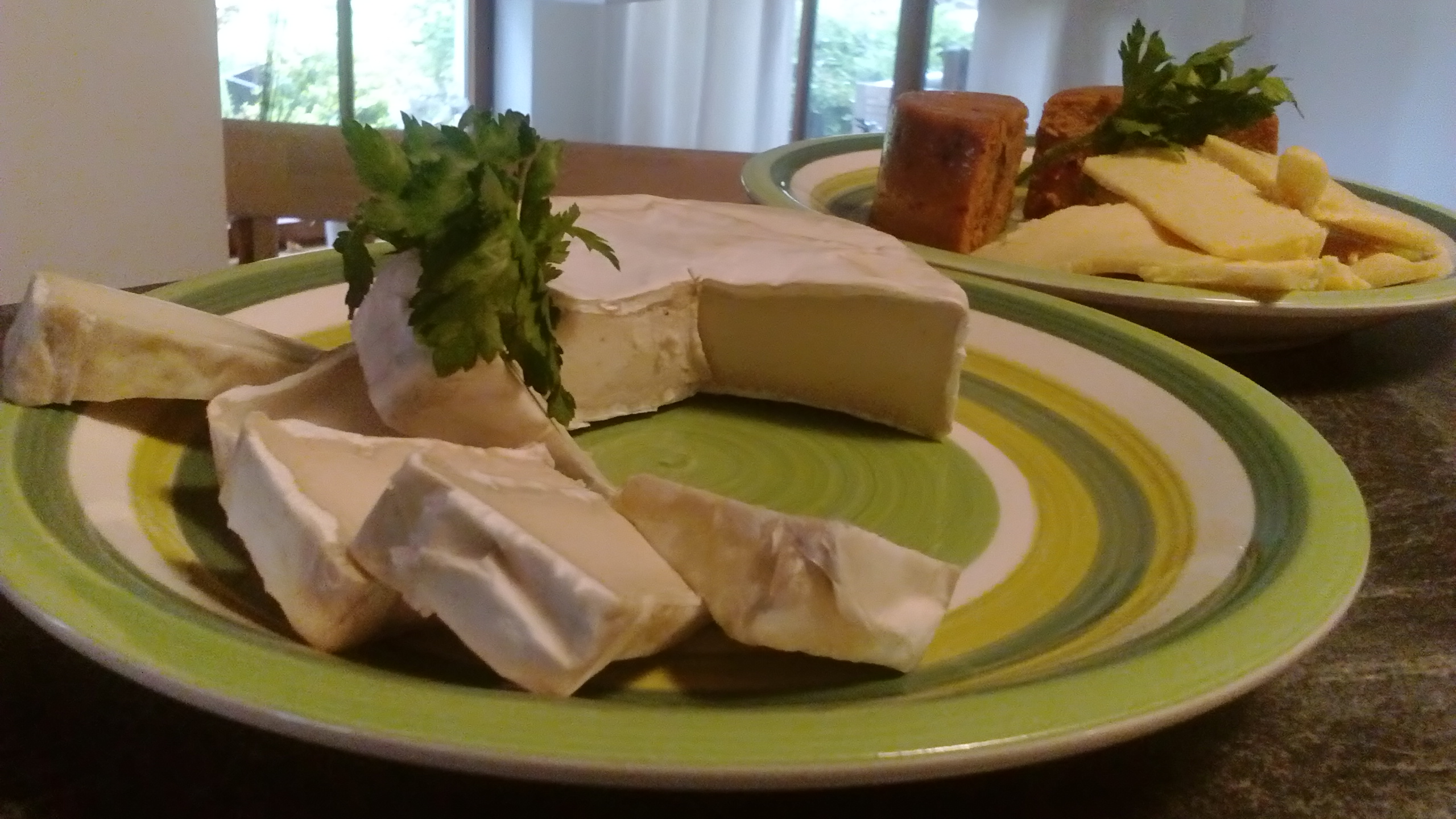
Veganer Käseersatz auf Basis von Cashewkernen und Mandeln

Käseersatz bezeichnet verschiedene Lebensmittel, die geschmacklich und in der Verwendung Käse ähneln sollen, jedoch nicht oder nur zu einem Anteil aus Milch oder Milchprodukten hergestellt werden. Dabei wird das Milchfett durch andere tierische oder pflanzliche Fette ersetzt, zum Teil auch das Milcheiweiß durch solches anderer Herkunft. Käseersatz wird zumeist aus wirtschaftlichen, ethischen, religiösen oder gesundheitlichen Gründen eingesetzt. Entsprechend werden auch die Begriffe Kunstkäse, Analogkäse, Käseimitat, Käsesurrogat, bei völligem Verzicht auf tierische Bestandteile auch veganer Käse oder vegane Käsealternative verwendet.
Die allgemeinen Begriffe Käseersatz und Kunstkäse sind im Lebensmittelrecht nicht definiert. Üblicherweise bezeichnen sie Produkte, die nicht durch die deutsche Käseverordnung abgegrenzt sind.

## Entwicklung
Der erste Kunstkäse wurde Ende des 19. Jahrhunderts in den Vereinigten Staaten entwickelt und auch bald in Europa produziert. Zur Herstellung wurde durch Zentrifugieren gewonnene Magermilch mit flüssigem Rindertalg (Oleomargarin) vermischt und mit Lab dickgelegt. Dieses Produkt war durch den Ersatz des Milchfetts durch den preiswerteren Rindertalg deutlich billiger als Käse. 
Der Begriff Analogkäse bezieht sich auf Analogie (Übereinstimmung, Entsprechung) und entspricht der englischen Bezeichnung "analogue cheese".
Auch im deutschen Sprachraum wurden bereits im 19. Jahrhundert Kunstkäse unter den Bezeichnungen Schmalzkäse, Oleomargarinekäse oder Margarinkäse vertrieben.

## Heutige Zusammensetzung und Herstellungsprozess
Für heutige Kunstkäse dienen meist Wasser, Milch-, Soja- oder Bakterieneiweiß und Pflanzenfette als Grundstoffe, teils auch Stärke. Weitere mögliche Zutaten sind Emulgatoren, Aroma- und Farbstoffe, Salz und Geschmacksverstärker, um Geschmack und Aussehen an Vorbilder wie Parmesan, Emmentaler, Mozzarella, Feta oder Camembert anzunähern. Da kein Reifungsprozess notwendig ist, ist die Produktionsdauer gegenüber echtem Käse teilweise stark verkürzt.
Mancher vegane Käseersatz wird ähnlich wie traditionelle Käsesorten durch Fermentation und Reifung hergestellt, wobei die Milch als Ausgangsstoff durch gemahlene Hülsenfrüchte oder Nüsse ersetzt wird, z. B. gequollene und pürierte Cashewkerne.
Die Herstellung variiert stark nach Produkt. Zum Beispiel wird Pflanzenfett erwärmt, mit vorgefertigter Trockenmischung und Wasser vermengt, erhitzt und mit Aromakonzentrat versetzt.
Seit spätestens der 2010er Jahre wird daran gearbeitet, auch das Milchprotein Casein ohne Kühe herzustellen. Darauf basierend kann dann Käseersatz produziert werden, welcher die üblichen Eigenschaften von Käse aufweist, die auf Casein basieren, etwa Dehn- und Schmelzbarkeit.

## Verbreitung

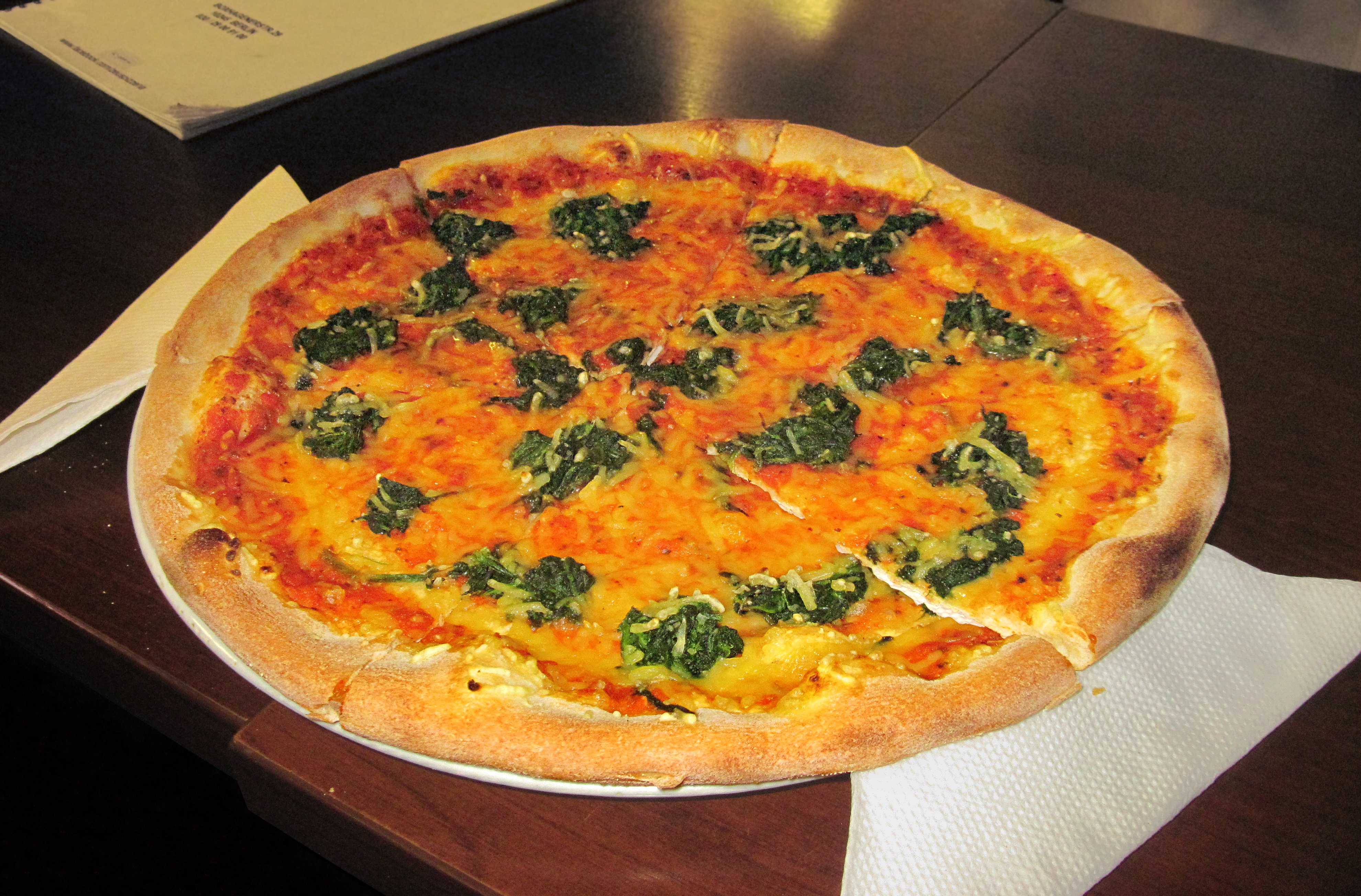
Vegane Pizza mit Käseersatz

Für Kunstkäse gibt es in Deutschland vorwiegend zwei Märkte:
- Zum einen wird er aus Kostengründen vorwiegend in Gastronomie, Großbäckereien und Lebensmittelindustrie, z. B. zur Herstellung von überbackenen Käsebrötchen sowie Fertiggerichten wie Pizza, Lasagne und anderen Convenience-Produkten eingesetzt. Der Einsatz in verpackten Fertigprodukten ist in Osteuropa, in südlichen Ländern sowie in den USA verbreiteter als in Nord- und Westeuropa. In manchen Fällen wird auch nur ein Teil des Käses durch ein Imitat ersetzt.[6]
- Zum anderen wird Kunstkäse, vor allem veganer Käseersatz, als Endverbraucherprodukt zur veganen Ernährung und für Menschen mit Laktoseintoleranz angeboten.

In Österreich wurden vor 2009 jährlich rund 10.000 Tonnen Kunstkäse verbraucht.

## Bezeichnungen und Kennzeichnung
Nach einem Urteil des Landgerichts Trier vom 24. März 2016 dürfen vegane Produkte nicht als „Käse“ oder „Cheese“ vermarktet werden. Es beruft sich dabei auf die Verordnung (EU) Nr. 1308/2013. Am 14. Juni 2017 wurde das Urteil aus Trier vom Europäischen Gerichtshof (EuGH) bestätigt.
In der Europäischen Union muss mit Inkrafttreten der Lebensmittel-Informationsverordnung seit dem 13. Dezember 2014 auf der Verpackung kenntlich gemacht werden, wenn das Produkt aus Kunstkäse besteht oder Anteile davon enthält. Zusätzlich gilt für verpackte Lebensmittel gemäß Lebensmittel-Kennzeichnungsverordnung die generelle Pflicht, alle Inhaltsstoffe in der Zutatenliste aufzuführen. 
Nach der GMO-Verordnung 1234/2007 der Europäischen Union ist es unzulässig, Erzeugnisse, bei denen Milchfett gegen pflanzliches Fett ausgetauscht wurde, mit dem Namenszusatz „Käse“ zu bezeichnen. Daher sind Bezeichnungen wie „Kunstkäse“ oder „Analogkäse“ nicht zu verwenden. Im Großhandel werden Kunstkäse bzw. Mischungen aus Kunstkäse und Käse zum Überbacken unter unbestimmten Bezeichnungen wie „Pizza-Mix“ oder „Gastromix“ angeboten. Bei diesen Produkten ist eine erläuternde Verkehrsbezeichnung erforderlich, beispielsweise „Geriebener Pizzabelag aus 50 % Käse und 50 % Pflanzenfettbasis“ oder „Lebensmittelzubereitung zum Überbacken, für Füllungen und Salat“.
Auch Österreich sieht beschreibende Bezeichnungen wie „Pflanzenfett-Eiweißzubereitung zum Schmelzen“ vor.
In der Schweiz ist der Einsatz von Kunstkäse im Lebensmittelgesetz nicht geregelt. Der Verkauf von entsprechenden Produkten muss individuell vom Bundesamt für Gesundheit (BAG) bewilligt werden. Zugelassen wurden bisher (Stand Juli 2009) Produkte mit den Bezeichnungen „Cheddar- oder Mozzarella-Imitation“, „Käse-Ersatz“ und „Spezialfrischkäse mit pflanzlichen Fetten“.
Entsprechend der verwendeten Hauptzutat sind auch Bezeichnungen für die Ersatzprodukte „Brotbelag mit Mandelerzeugnis und Kokosnussöl“, „Lebensmittelzubereitung auf Pflanzenfettbasis“ oder „Fermentierte Cashewzubereitung“ auf dem Markt.

## Nährwertprofil
Vegane Käseersatzsorten auf Basis von Kokosöl enthalten gesättigte Fettsäuren und oftmals viel Salz. Käseersatz auf Basis von Cashew-Kernen wird teilweise als gesündere Alternative zu Kuhmilchkäse angesehen.
Veganen Käseersatzsorten enthalten oft weniger Calcium oder Proteine als Tiermilchkäse. Die Verwertbarkeit für den Körper und die biologische Wertigkeit pflanzlicher Proteine ist differenziert zu betrachten.
Aufgrund des geringeren Proteingehalts und des häufigen Einsatzes von gesättigten Fetten ist der Nutri-Score bei pflanzlichem Käseersatz meist schlechter als bei Kuhmilchkäse. Dies liegt zum Teil auch daran, dass die Berechnungsmethode Kuhmilchkäse begünstigt.